# Alexander Blair Thaw
Alexander Blair Thaw (ou Alexander Blair Thaw II), né le 22 décembre 1898 à Pittsburgh et mort le 18 août 1918 près de Saint-Mihiel, est un aviateur et militaire américain,. Il ne doit pas être confondu avec son oncle Alexander Blair Thaw (né en 1860 et mort en 1937), médecin et poète américain, non plus qu’avec son neveu Alexander Blair III, né en 1920 et mort en 2001.

Alexander Blair Thaw avec sa mère. Portrait par Frank Weston Benson (1900).

## Biographie
Alexander Blair Thaw naît le 22 décembre 1898, au sein d’une famille riche et influente de Pittsburgh. Il est le fils cadet de Benjamin Thaw (1859-1933), banquier et philanthrope, et de son épouse Elma Ellsworth Dows (1861-1931). Sa famille compte au moins deux autres aviateurs réputés : son frère aîné William Thaw II (1893-1934), as de la Première Guerre mondiale, l’un des premiers membres de l’escadrille Lafayette puis commandant du 103rd Aero Squadron, et son demi-cousin germain Russell William Thaw (1910-1984), acteur, pilote d’essais notamment pour la Douglas Aircraft Company et pilote militaire lors de la Seconde Guerre mondiale.

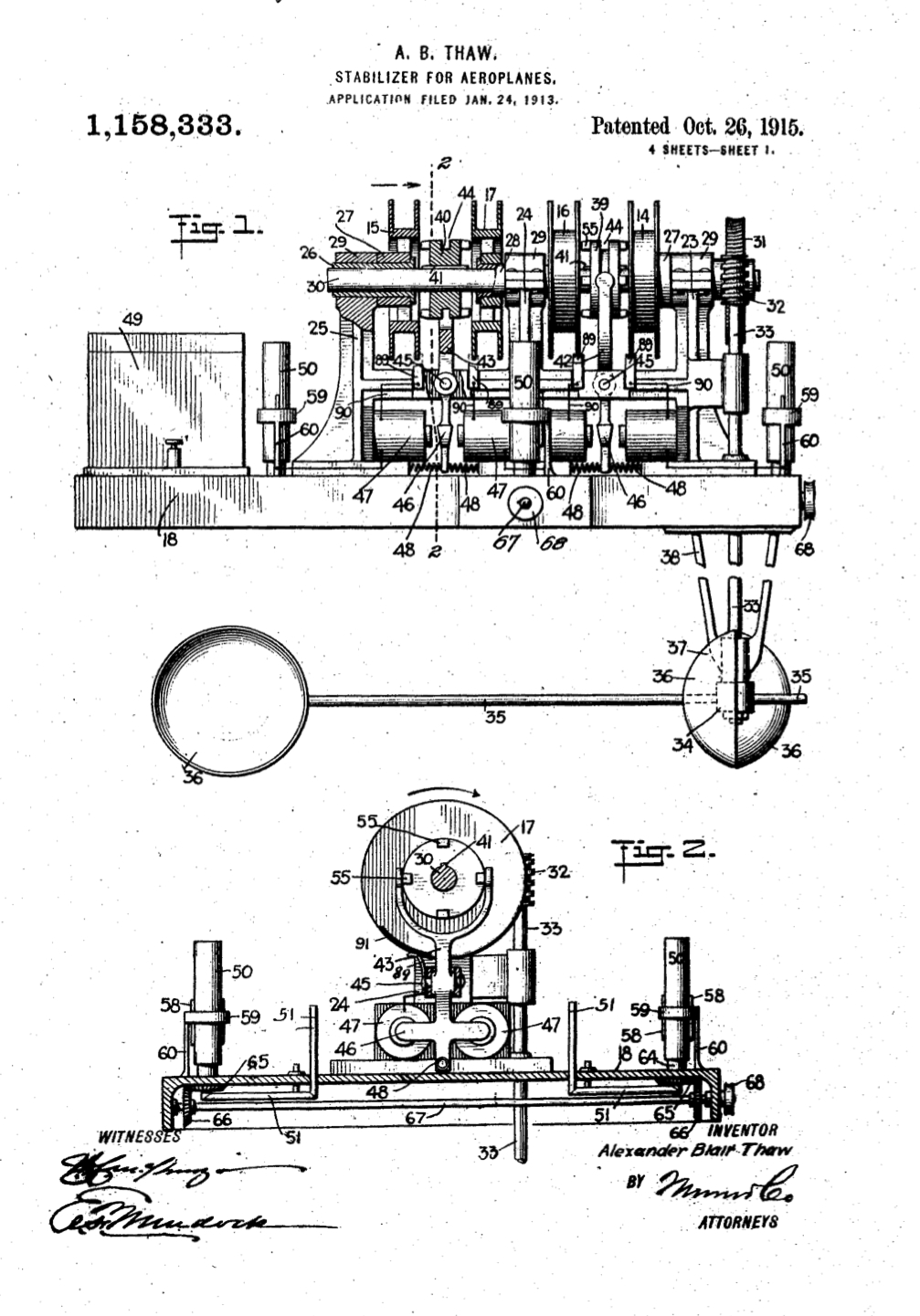
Extrait du brevet n° US-1913-1158333. Le document comprend 9 pages dont 8 figures.

Alexander Blair Thaw passe une partie de sa scolarité à la Westminster School de Simsbury, dans le Connecticut. Passionné dès son plus jeune âge par l’aviation, il fait preuve d’une grande précocité concernant non seulement les aspects pratiques du pilotage mais aussi l’ingéniérie aéronautique. Plusieurs années de suite, il passe ses vacances d’été sur l’aérodrome de Brooklands en Grande-Bretagne, et sur plusieurs terrains d’aviation en région parisienne. Le 24 janvier 1913, âgé de seulement quatorze ans, il dépose une demande de brevet pour un stabilisateur automatique de vol de son invention ; le brevet (Patent US-1913-1158333) sera enregistré en date du 26 octobre 1915. Il met également au point un régulateur de vitesse pour aéroplanes.
Le 11 février 1914, en compagnie de son frère William et de l’aviateur Steve MacGordon, il embarque pour l’Europe à bord du paquebot La Provence afin d’y faire la démonstration d’un hydravion Curtiss model E équipé de son stabilisateur, dans le cadre d’un concours doté d’un prix de 100.000 dollars visant à récompenser les innovations en matière de sécurité aérienne,,. Le déclenchement de la Première Guerre mondiale mettra un terme à ce projet : tandis que son frère reste en France pour participer à l’effort de guerre, Alexander Blair rentre aux États-Unis.

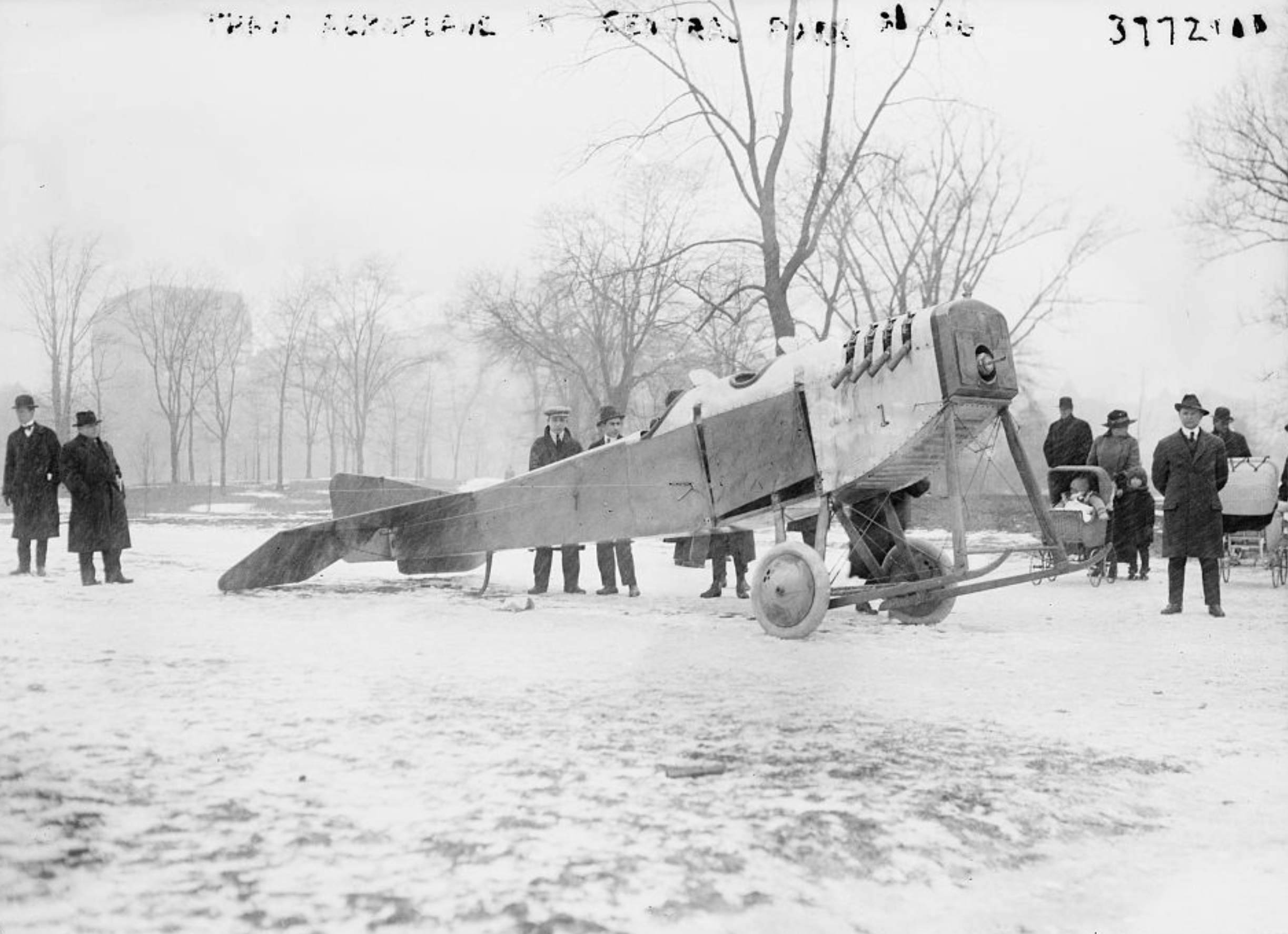
L'avion d'Alexander Blair Thaw dans Central Park, le 6 mars 1916.

En 1915 ou début 1916, alors qu’il pilote déjà depuis plusieurs années, il intègre le Signal Corps (transmissions) et la 1st Aero Company de la New York National Guard (précurseur de la New York Air National Guard),.

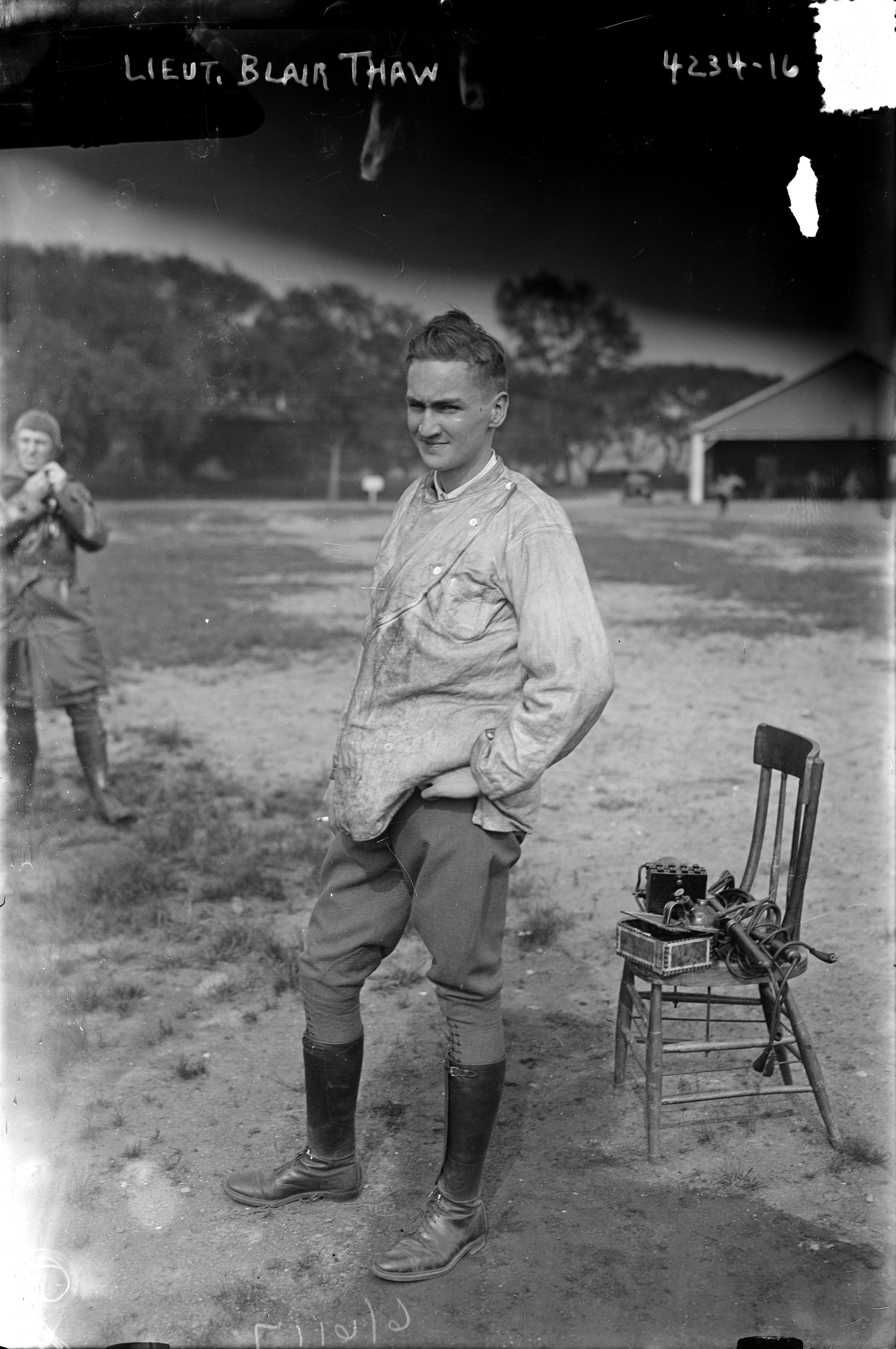
Alexander Blair Thaw vers 1917. Tirage d'après un négatif original sur verre, Bibliothèque du Congrès, Washington, USA.

Le 6 mars 1916 au petit matin, au cours d’un vol entre le terrain d’aviation de Hempstead et Governor’s Island à New York, Alexander Blair Thaw au commandes de son biplan Huntington acheté six mois plus tôt perd sa route dans le brouillard, puis tombe en panne de carburant à 5000 pieds d’altitude. Il parvient à regagner le sol en vol plané, et décide de poser son appareil à Central Park. L’atterrissage se déroule sans encombre, mais l’aile gauche de l’avion percute un arbre et l’appareil est sévèrement endommagé. Ni le pilote ni son mécanicien John Kane ne sont blessés. Après s’être extrait de l’appareil, Thaw regagne à pied l’appartement familial situé au 640 Park Avenue, et prend le petit déjeuner avec sa mère,,.
Le 30 mai 1916, il survit à un nouvel accident aérien : à la fin d’une journée d’entraînement sur le terrain d’aviation de Hempstead, son biplan (même appareil que celui de l'atterrissage à Central Park) chute de plus de 100 pieds et s’écrase au sol. L’appareil est détruit, mais le pilote et sa passagère, sa cousine germaine Elma Dows McClintock (1888-1967), ne souffrent que de quelques égratignures,.

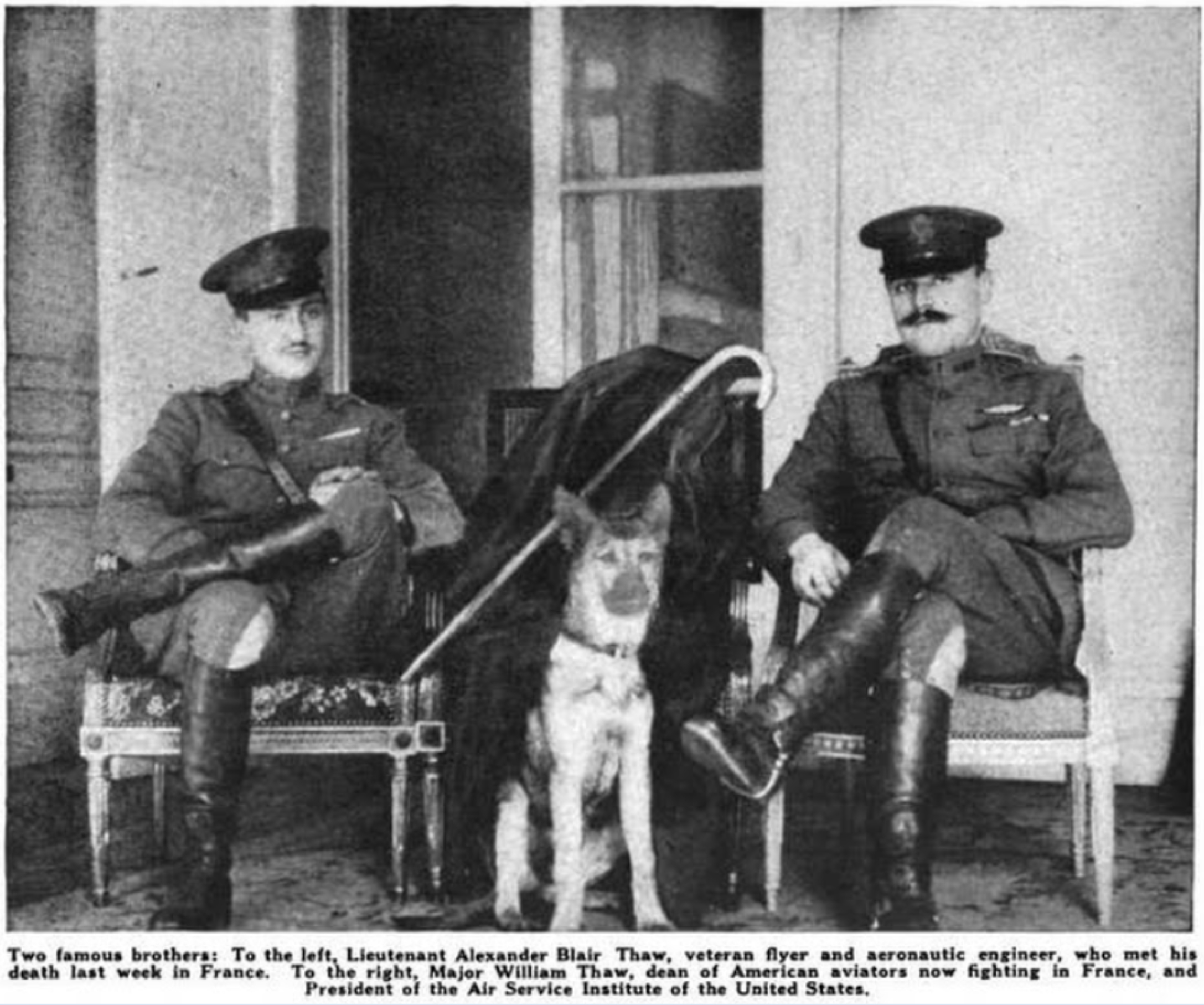
Alexander Blair (à g.) avec son frère William (à d.). Photographie ca. 1917-1918.

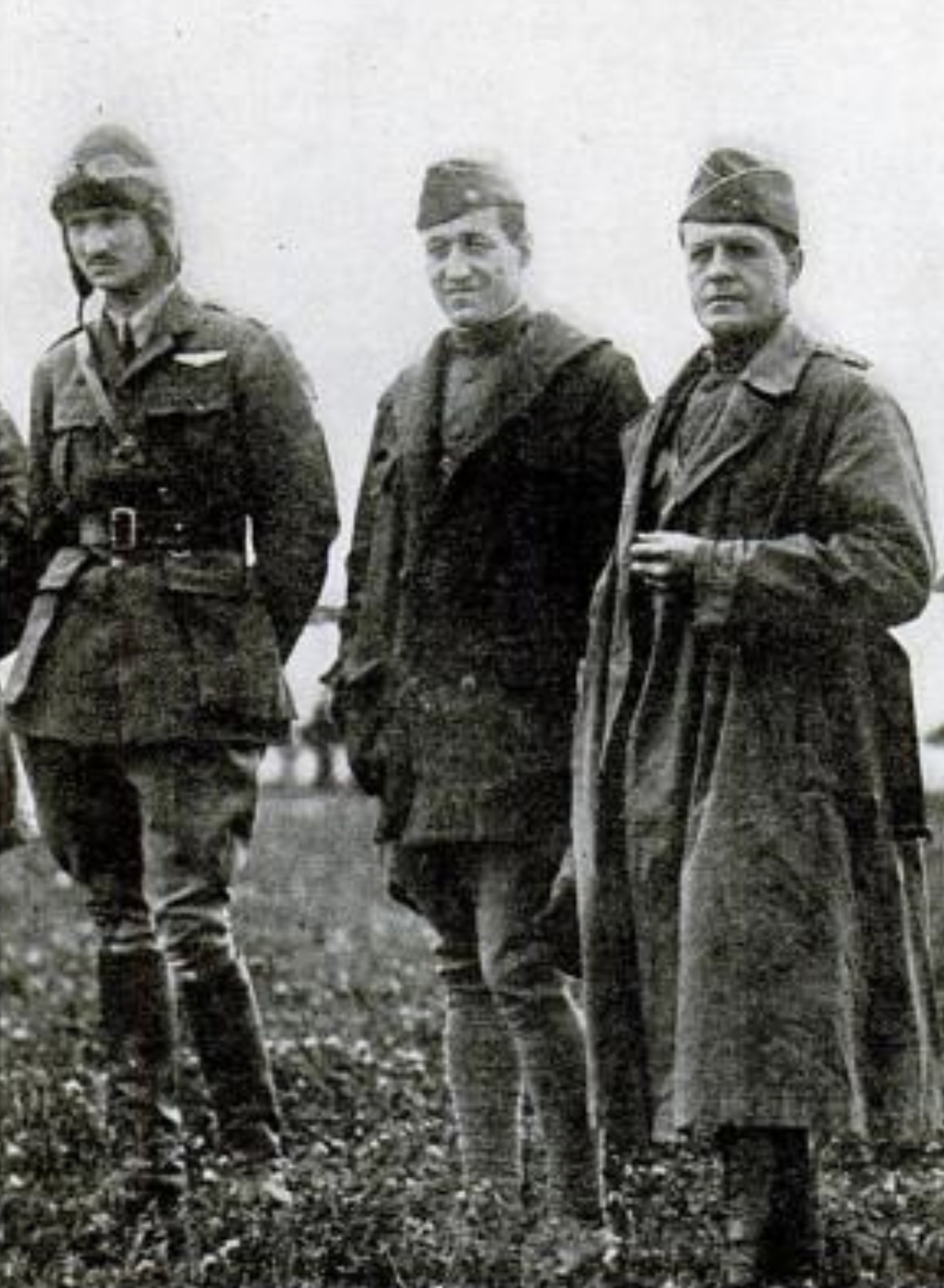
Alexander Blair Thaw (à g.) en compagnie du major Ralph Royce (centre) et du général Benjamin Foulois (à d.). Photographie prise à Ourches le 9 août 1918.

Courant 1918, Thaw rejoint le service aérien du Corps expéditionnaire américain déployé en France et prend le commandement du 135th Aero Squadron récemment créé puis affecté à la 1ère Armée US en vue de l’offensive de Saint-Mihiel. Alors basée sur l’aérodrome d’Ourches, l’unité (l’une des premières équipées de l’Airco DH.4 ou « Liberty Plane » de construction américaine et de ce fait surnommée le All American Squadron) accomplit son premier vol opérationnel le 8 août 1918,.
Le dimanche 18 août 1918, Alexander Blair Thaw conduit un groupe aérien vers l’aérodrome de Villeneuve-Orly (futur aéroport de Paris-Orly) où les Américains avaient établi une base militaire à la fin du mois de mars. À 2000 pieds d’altitude, le moteur de son DH.4 présente une défaillance mécanique ; en regagnant le sol, l’appareil heurte des câbles téléphoniques puis s’écrase non loin de Saint-Mihiel, en Lorraine. Thaw est tué sur le coup, tandis que son navigateur le lieutenant Cord Meyer III (1893-1964), gravement blessé aux jambes, sera hospitalisé plusieurs mois,,, ; de retour aux États-Unis, ce dernier épousera en 1919 Katherine Blair Thaw (1893-1991), cousine germaine d’Alexander Blair Thaw,,,,.
Alexander Blair Thaw est inhumé au Cimetière américain de Saint-Mihiel à Thiaucourt-Regniéville (section D, rangée 27, tombe 25). Un cénotaphe à son nom se trouve également au Cimetière d'Allegheny à Pittsburgh.

## Galerie

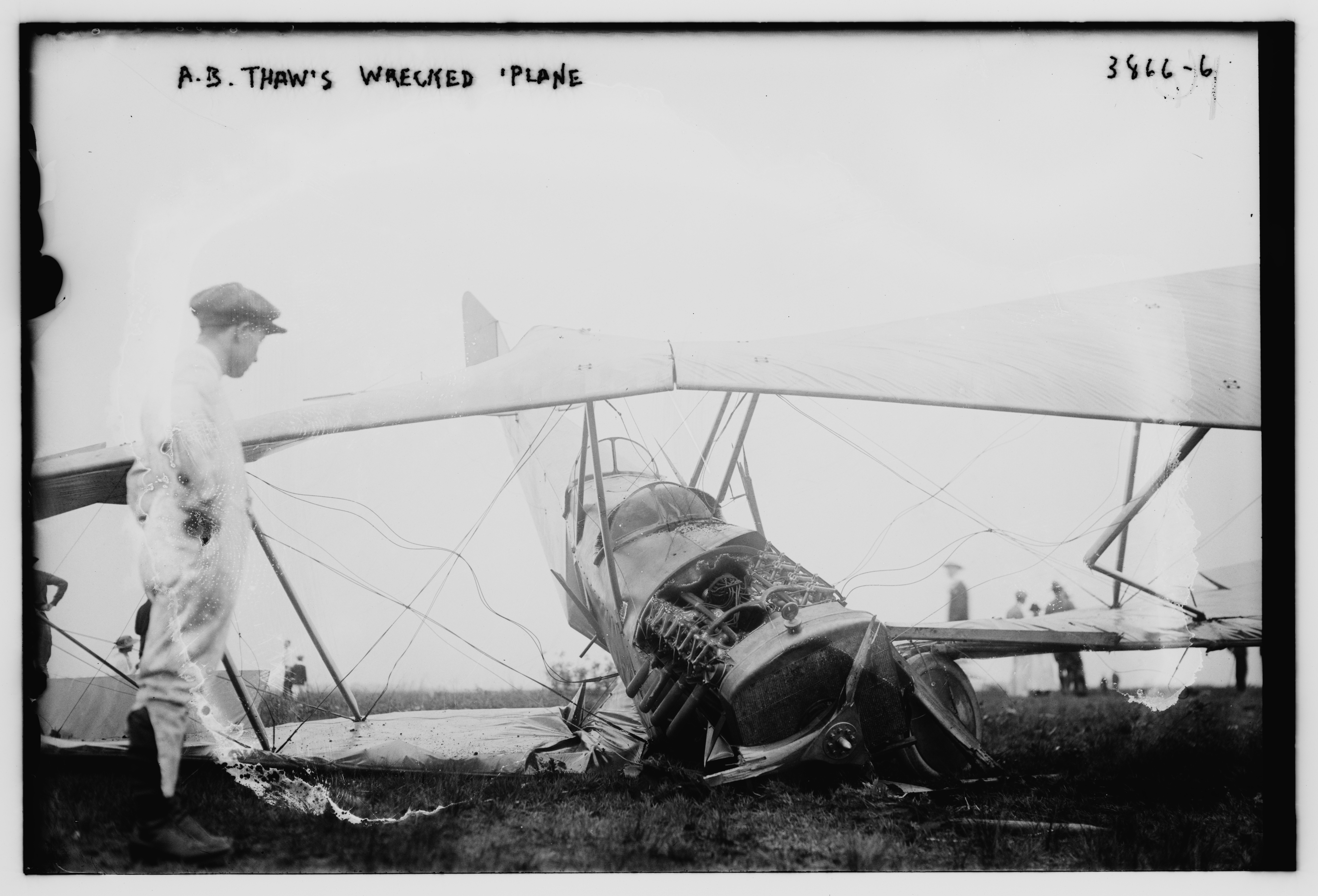
Épave de l'avion après le crash du 30 mai 1916 (vue avant). Bibliothèque du Congrès, Washington.
Épave de l'avion après le crash du 30 mai 1916 (vue arrière). Bibliothèque du Congrès, Washington.
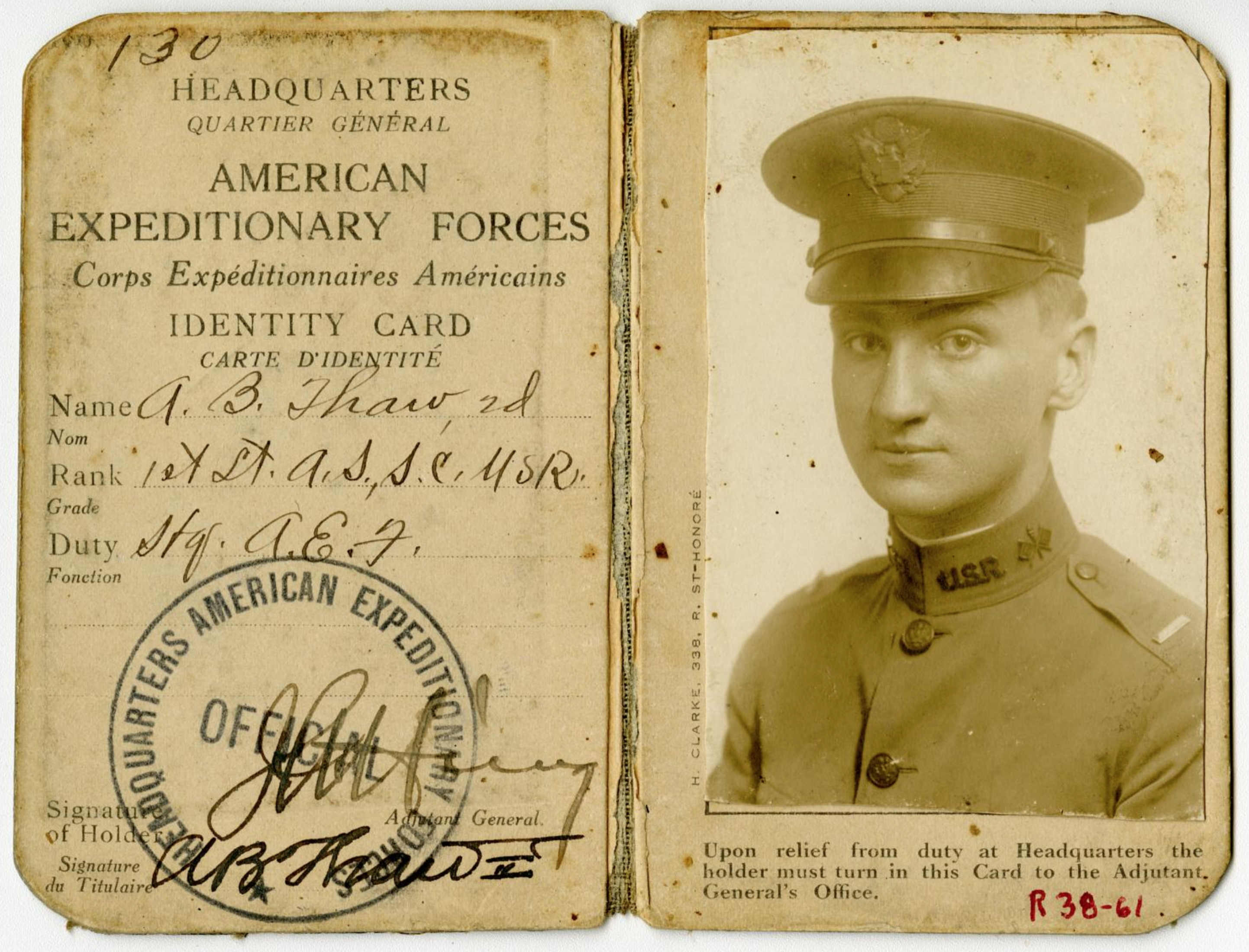
Carte d'identité militaire d'Alexander Blair Thaw. National Air and Space Museum, Washington.